# Aérodrome de Batouri
 (mars 2018).
Si vous disposez d'ouvrages ou d'articles de référence ou si vous connaissez des sites web de qualité traitant du thème abordé ici, merci de compléter l'article en donnant les références utiles à sa vérifiabilité et en les liant à la section « Notes et références ».
Pour les articles homonymes, voir Batouri.
L'aérodrome de Batouri est un aérodrome du Cameroun. Il est situé au nord de la ville de Batouri, dans la région de l'Est.

## Situation
| \| 100 km1:12 607 000 \| Garoua Maroua Ngaoundéré Yaoundé-Ville Yaoundé-Nsimalen Douala Bamenda Bafoussam Ngola Koutaba Kika Mvomeka'a |
| 100 km1:12 607 000 |

## Installations

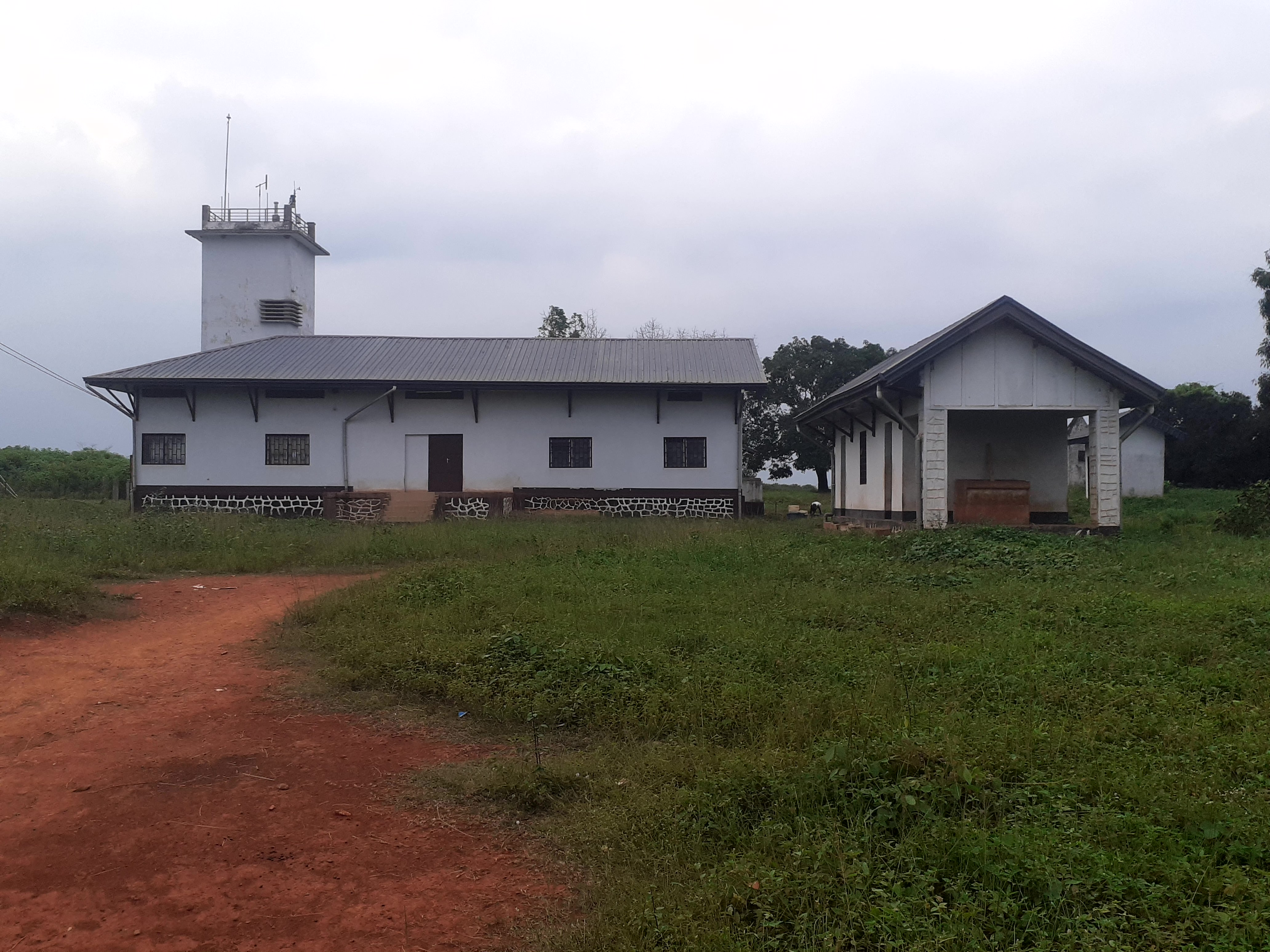
Tour de contrôle de l'Aerodrome de Batouri

### Piste(s)

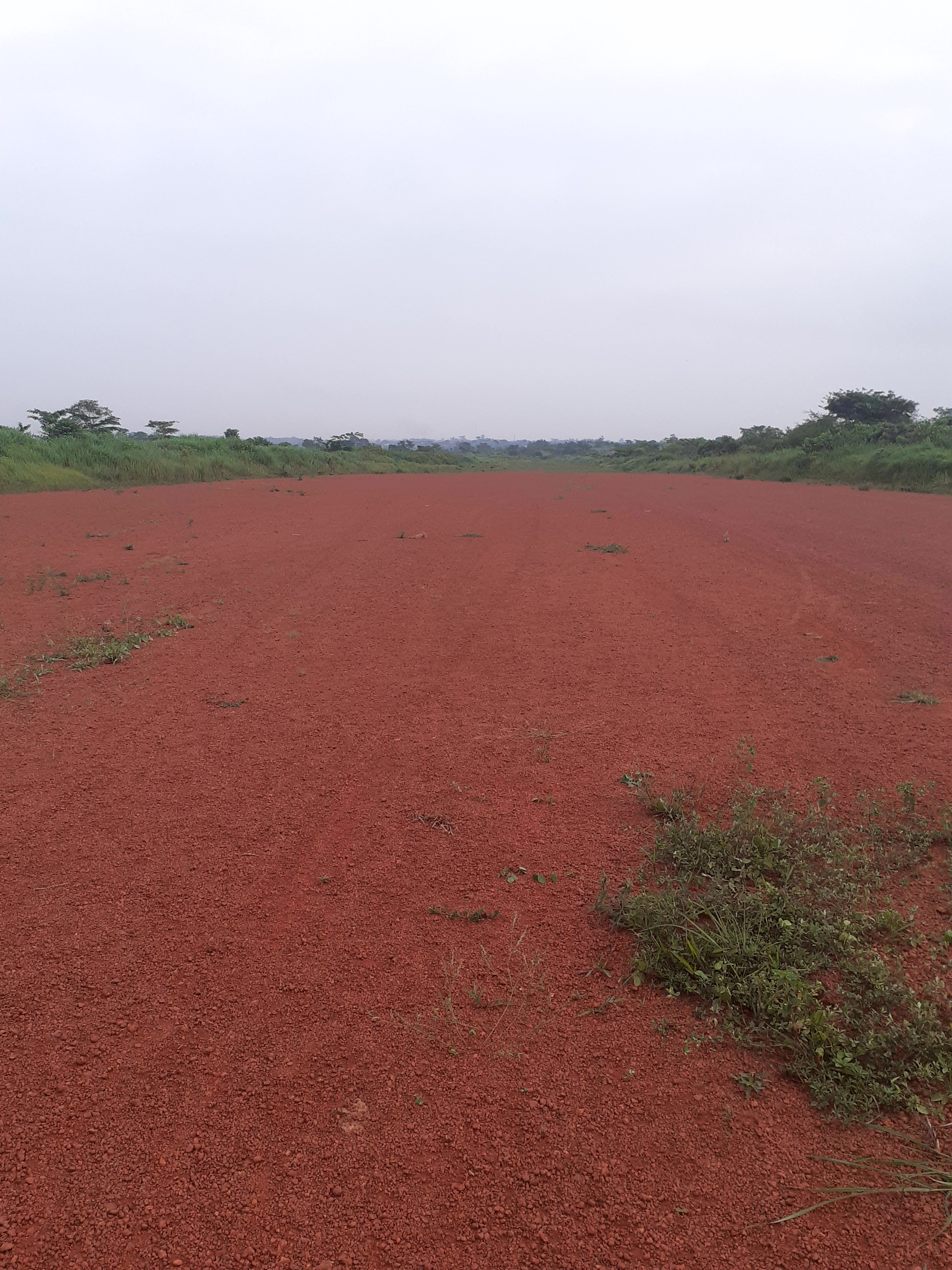
Piste de l'aérodrome de Batouri

L’aéroport a une unique piste en latérite longue de 2 000 m et large de 2 m, orientée sud-ouest—nord-est, sans balisage lumineux.

### Prestations
L’aéroport est non contrôlé ; il propose une aire de stationnement de 10 000 m2 et un hangar.

## Activités

### Transports
L'aérodrome sert à l'aviation d'affaires.